# Aribo I. (Ostmark)
Aribo I. (auch Arbo; vor 850; † nach 909) war ab 871 Graf im Traungau und Markgraf der bayerischen Ostmark.

## Leben
Nachdem seine Vorgänger, Wilhelm II. und Engelschalk I., 871 im Kampf gegen das Großmährische Reich gefallen waren, wurde er – vermutlich als Ehemann einer Schwester der beiden Markgrafen – zum Nachfolger eingesetzt. Dabei überging Ludwig III. die Söhne der Gefallenen. Dies führte zu einer jahrelangen militärischen Auseinandersetzung, in der sich Aribo letztlich, nachdem er von den Söhnen schon zeitweise aus seinem Amt gedrängt worden war, mit Gewalt durchsetzen konnte, so dass er 882 wieder eingesetzt wurde.
Obwohl er bei diesem Familienkrieg Unterstützung von Karl dem Dicken hatte und sich sogar mit dem damals mächtigsten Feind des Reiches, Sventopluk, verbündete, während seine vermutlichen Neffen auf der Seite Arnulfs von Kärnten standen, hatte er seine Machtposition bis zum Jahr 887, als Arnulf der neue König wurde, so weit gefestigt, dass sich seine Ersetzung aus politischen Gründen verbot.
Um 904/905 führte Aribo in Raffelstetten (südöstlich von Linz) den Vorsitz einer königlichen Kommission bei der Erstellung einer neuen Zollordnung für den Donauhandel. Diese Raffelstettener Zollordnung beweist als erstes Wirtschaftsdokument Österreichs den umfangreichen wie geregelten Handelsverkehr auf der Donau und im Ostland.
909 erhielt Aribo gemeinsam mit dem Salzburger Erzbischof Pilgrim I. von König Ludwig dem Kind die Abtei Traunsee (Trunseo, in Altmünster oder aber in Traunkirchen, nicht gesichert) auf Lebenszeit verliehen.
Aribo I. gilt als Ahnherr der Aribonen. Sein Tod bei einer Wisentjagd wurde angeblich noch ca. 1100 in einem Volkslied besungen.

## Nachkommen
- Isanrich († nach 903), Graf
- Otakar I. († 907/923, gefallen in der Schlacht von Pressburg)
- Jakob († um 958), Vogt des Bistums Freising, verheiratet mit Engilrata
- ?Piligrim († um 934)
- ?Kadalhoh I.
- ?Rihni
- ?Aribo, Graf zu Göss-Schladnitz (Leobental)